# Campylocheta eudryae
Campylocheta eudryae är en tvåvingeart som först beskrevs av Smith 1916.  Campylocheta eudryae ingår i släktet Campylocheta och familjen parasitflugor. Inga underarter finns listade i Catalogue of Life.